# Чемпионы (фильм, 2014)
«Чемпио́ны» — российская спортивная драма Дмитрия Дюжева, Артёма Аксёненко, Алексея Вакулова и Эмиля Никогосяна по мотивам легендарных побед российских спортсменов.
Фильм состоит из пяти новелл. В основе каждой из них — реальная история знаменитых российских спортсменов: о жизни и победах биатлониста Николая Круглова-младшего, фигуристов Елены Бережной и Антона Сихарулидзе, сноубордистки Екатерины Илюхиной, хоккеиста Ильи Ковальчука и конькобежки Светланы Журовой.

## Сюжет
Николай Круглов-старший и Николай Круглов-младший
Советский биатлонист, двукратный олимпийский чемпион и трёхкратный чемпион мира Николай Круглов-старший ради сына готов пожертвовать всем. Когда спортивная федерация биатлона оказывается не в силах финансировать тренировки, Круглов-старший втайне от сына продаёт свою олимпийскую медаль — золото Инсбрука-1976. Позже Круглов-младший найдёт награду отца и выкупит её.
Елена Бережная и Антон Сихарулидзе
В 1996 году фигуристка Елена Бережная получает страшную травму: партнёр Олег Шляхов пробивает ей висок лезвием конька. Фигуристке предстоит заново учиться ходить, говорить и кататься; Шляхов бросает партнёршу. Но Бережная снова выходит на лёд благодаря поддержке своего самого близкого человека — Антона Сихарулидзе. Они с боем вырывают победу на Олимпиаде-2002 в Солт-Лейк-Сити.
Екатерина Илюхина
Юную сноубордистку Екатерину Илюхину прозвали «Королевой тренировок», поскольку всё у неё получается именно там, а на соревнованиях она часто ошибается. Только при условии получения медали Федерация сноубордистов получит необходимое финансирование. Илюхина справляется со всеми страхами и становится серебряным призёром Олимпиады-2010 в Ванкувере, завоевав для России первую медаль в этом виде спорта.
Илья Ковальчук
Знаменитый хоккеист Илья Ковальчук, известный своим горячим характером, преодолевает полосу неудач и в финале чемпионата мира забрасывает две решающие шайбы в ворота вечного соперника российской хоккейной сборной — сборной Канады, сделав свою команду чемпионами мира после 15-летнего перерыва.
Светлана Журова
Конькобежка Светлана Журова, не останавливаясь перед трудностями и не испугавшись разговоров о том, что её время ушло, в возрасте 34 лет становится Олимпийской чемпионкой Турина-2006. Параллельно Светлана помогает юной спортсменке Ане Синицыной разобраться, что для нее важнее — мечта о спорте или мнение окружающих.

## В ролях
| Актёр                 | Роль                                                          |
| --------------------- | ------------------------------------------------------------- |
| Светлана Ходченкова   | конькобежка Светлана Журова                                   |
| Алексей Чадов         | хоккеист Илья Ковальчук                                       |
| Марк Богатырёв        | биатлонист Николай Круглов-младший                            |
| Андрей Смоляков       | биатлонист Николай Круглов-старший                            |
| Константин Крюков     | фигурист Антон Сихарулидзе                                    |
| Татьяна Арнтгольц     | фигуристка Елена Бережная                                     |
| Таисия Вилкова        | сноубордистка Екатерина Илюхина                               |
| Максим Виторган       | тренер сноубордисток                                          |
| Семён Трескунов       | Боря                                                          |
| Екатерина Климова     | мама Бори                                                     |
| Игорь Верник          | спортивный чиновник Виктор Иванович                           |
| Анатолий Лобоцкий     | главный тренер сборной России по хоккею Вячеслав Быков        |
| Роза Хайруллина       | тренер Бережной и Сихарулидзе Тамара Москвина                 |
| Андрей Федорцов       |                                                               |
| Михаил Горевой        | тренер                                                        |
| Ангелина Добророднова | Аня Синицына                                                  |
| Ольга Тумайкина       | мама Ани Синицыной                                            |
| Виталий Абдулов       | супруг Светланы Журовой Артём Черненко                        |
| Александр Молочников  | Саша                                                          |
| Веста Буркот          | Жами Сале                                                     |
| Александр Даев        | Давид Пеллетье                                                |
| Максим Ставиский      | Олег Шляхов                                                   |
| Юлия Гришина          | Катя Кейт                                                     |
| Андрис Лиелайс        | иностранный журналист, бывший финский биатлонист Хейкки Икола |
| Андрей Лебедев        | Павел Маркелов                                                |
| Тимур Ефременков      | Александр Овечкин                                             |
| Евгений Шириков       | Сергей Фёдоров                                                |
| Егор Клинаев          | хоккеист                                                      |
| Дмитрий Губерниев     | камео                                                         |
| Виктор Гусев          | камео                                                         |
| Валерий Сюткин        | камео                                                         |

## Критика
Фильм получил смешанные отзывы кинокритиков.
Обозреватель Film.ru Евгений Ухов писал: «Глубиной „Чемпионы“ не поразят, но заряд спортивной злости болельщикам и гордости за страну патриотам отсыплют щедро».